# Дауада
Дауада е афро-арабска етническа група от Фезан, Южна Либия.
Те населяват територията около оазиса Габраун, където са се прехранвали със скариди от солените езера. Те са ги изсушавали и продавали на керваните. Самото име дауада се използва в арабския език за означаване на тази практика. Външността на хората е доста отличителна и често са отъждествявани с койсанските народи. Дауада са ендогамни и рядко се сключват бракове с членове на други племена.
В племето говорят арабски диалект. Някои лексикални термини са използвани единствено от тях и е възможно да представляват следи към мъртъв език, който те може да са говорили.